# Municipio de North River
El municipio de North River (en inglés: North River Township) es un municipio ubicado en el condado de Shelby en el estado estadounidense de Misuri. En el año 2010 tenía una población de 108 habitantes y una densidad poblacional de 2,49 personas por km².

## Geografía
El municipio de North River se encuentra ubicado en las coordenadas 39°48′20″N 91°52′15″O / 39.80556, -91.87083. Según la Oficina del Censo de los Estados Unidos, el municipio tiene una superficie total de 43.37 km², de la cual 43,37 km² corresponden a tierra firme y (0 %) 0 km² es agua.

## Demografía
Según el censo de 2010, había 108 personas residiendo en el municipio de North River. La densidad de población era de 2,49 hab./km². De los 108 habitantes, el municipio de North River estaba compuesto por el 100 % blancos. Del total de la población el 0,93 % eran hispanos o latinos de cualquier raza.